# Júlio Isidro
Júlio José de Pinho Isidro do Carmo ComIH • GCM (Lisboa, São Sebastião da Pedreira, 5 de janeiro de 1945) é um locutor de rádio e apresentador de televisão (entertainer) português. É reconhecido como um dos mais bem sucedidos profissionais da televisão portuguesa.

## Percurso
Filho de José Sesinando Mantero da Silva Isidro do Carmo (Lisboa, 4 de Setembro de 1911 - ?) e de sua mulher Brígida da Silva de Pinho (14 de Julho de 1920 - 2007).

### 1960-1970
Morava perto da antiga Feira Popular, onde se fizeram as primeiras sessões experimentais da RTP, a que assistiu. A sua primeira ida à televisão foi na qualidade de elemento do coro do Liceu Camões.
Pouco tempo depois de completar 15 anos, no dia 16 de janeiro de 1960, estreou-se na RTP, coapresentando com Lídia Franco o Programa Juvenil; outros apresentadores deste programa eram João Lobo Antunes e Maria João Avillez. O nome Júlio Isidro do Carmo apareceu no genérico durante algumas semanas mas depois disseram-lhe que era muito comprido.  Até 1966 é apresentador no Programa Juvenil e no Programa Infantil.
Em 1968 começou a trabalhar no Rádio Clube Português à noite, apresentando noticiários, enquanto durante o dia exercia a sua atividade profissional como delegado de informação médica.
A cumprir o serviço militar no Exército foi instrutor de vários cursos de fotografia e cinema e realizou diversos documentários sobre as forças armadas. Ganhou uma Menção Honrosa no Festival de Cinema Militar, em Versailles, com o filme "Portugal e a Cartografia" 

### 1971-1979
Confessa que o trabalho que mais gostou de fazer na vida foram os noticiários do Rádio Clube Português, onde o 25 de Abril o encontrou especializado na «técnica da metáfora», e na saudade desses tempos diz que «ainda hoje o melhor que se faz por aí é uma tentativa de fazer rádio pelo menos tão boa como antigamente». (in Expresso 22 de abril de 1989) Sai do Rádio Clube Português em 1975.
O Fungagá da Bicharada foi um programa de televisão de grande sucesso nos anos de 1974 a 1976. Foram produzidas 4 séries de 13 programas cada. Foi apresentado em conjunto com Cândida Branca Flor e contou com a contribuição musical de José Barata-Moura e outros músicos. Em outubro de 1976 passou a ser também uma revista de banda desenhada, de periodicidade quinzenal, com direção do próprio Júlio Isidro.
Em Arte & Manhas (1977-1978), na RTP, adotou a personagem "Tio Julião" e pôs em prática o seu gosto pelas artes manuais. 1978 é o ano de Jardim Jaleco em colaboração com Carlos Mendes e Joaquim Pessoa.

### 1980-1989
Além de diariamente apresentar Grafonola Ideal, onde colaboraram nomes como Mário Viegas, propôs um novo tipo de programa para os sábados, o Febre de Sábado de Manhã que era uma grande festa de três horas em direto. É convidado por Maria Elisa Domingues a transpor o formato para a televisão. Nasce assim o programa O Passeio dos Alegres.
Nas tardes de fim-de-semana da RTP obtém grande sucesso com programas como O Passeio dos Alegres, Festa é Festa (aos sábados) e A Festa Continua. Em todos havia momentos musicais, passatempos, entrevistas ligeiras e momentos de humor.
Em 8 de abril de 1985 aparece com o programa Arroz Doce (que inicialmente era para se chamar "Amigo Público"), desta vez nas noites de segunda-feira. O estúdio era uma sala de estar e a porteira do prédio era Eunice Muñoz. Era designado pelo seu autor como "Talk e Humour Show". O programa, que tinha no "Pau de Canela" o seu órgão de informação, não teve, contundo, grande adesão.
A partir de 1986 e até 1989 apresentou o Clube dos Amigos Disney, em conjunto com Manuela de Sousa Rama, um formato inovador em termos europeus e que o levou a ser convidado para colaborar com a Disney, concebendo espetáculos além-fonteiras. Lança entretanto o livro "Histórias do Tio Julião".
Esteve nos Estados Unidos, onde estudou realização e produção televisiva na Universidade da Califórnia, em Los Angeles. Colabora ainda com a revista TV Guia com entrevistas e artigos sobre Hollywood.
Colabora depois na conceção da TV-Geste, da qual seria diretor-geral.

### 1990-1999
Em 1990 apresenta e produz o programa "Oito e Oitenta". Ainda nesse ano apresenta "Regresso ao Passado", onde Dulce Pontes e Tó Leal são alguns dos cantores residentes.
Colabora com a Telecine e funda a "JIP - Júlio Isidro Produções". Em 1991 produz e apresenta o programa E.T. - Entretenimento Total. Ainda nesse ano produz o programa Mistura Fina, apresentado por Ana Maria Lucas.
Em meados da década de 1990, passou para o canal privado de televisão TVI. Em 1993 apresenta o programa Sons do Sol. No ano seguinte apresenta programas como Clips & Spots, Domingo Gordo, Luzes da Ribalta e 1001 Tardes.
Seguem-se, ainda na TVI, os programas Dar que Falar (1995) e o concurso Olhó Popular (1996).
Em 1997 regressa à RTP para comandar os programas Antenas no Ar (sobre os 40 anos da televisão em Portugal). De 1997 a 2000 apresenta Jardim das Estrelas na RTP1. Apresenta também o programa "O Amigo Público" (1998/9).

### 2000-Atualidade
Numa emissão especial do programa Jardim de Estrelas, seis horas em direto, no dia 16 de janeiro de 2000, através da RTP1 e RTP África, foram festejados os 40 anos de atividade televisiva de Júlio Isidro.
Em 2000 apresenta na RTP1 o concurso Agora é Que São Elas e na RTP2 o magazine A Outra Face da Lua.
Em 2001 estreou na RTP1 os programas Tributo a e Entrada Livre.
O programa O Passeio dos Alegres - 20 Anos Depois, novamente com Júlio Isidro, não obteve o sucesso das emissões originais.
Em 2006 é feita uma festa de comemoração dos 25 anos do programa "Febre de Sábado de Manhã" que se realizou no Porto e em Lisboa. Também foi lançado um triplo CD. A Sociedade Portuguesa de Autores realiza também uma homenagem que pretendia destacar o contributo de Júlio Isidro para a defesa e divulgação da música portuguesa e que contou com o contributo de Luís Filipe Costa, José Jorge Letria e Nunes Forte, que acompanharam a evolução da sua carreira. A 17 de janeiro desse ano, foi agraciado com o grau de Comendador da Ordem do Infante D. Henrique. A 23 de novembro de 2020, foi agraciado com o grau de Grã-Cruz da Ordem do Mérito.
Faz pequenas rubricas para os programas Praça da Alegria e Portugal no Coração. Apresenta ainda alguns dos programas comemorativos dos 50 anos da RTP. É um dos apresentadores do programa Portugal no Coração. É convidado especial dos Gato Fedorento no programa É Uma Espécie de Reveillon.
Apresenta na RTP o programa Quarto Crescente. Faz vários programas para a RTP Internacional.
Em 2016 apresenta o programa Inesquecível. Colabora também no programa Traz P'ra Frente, ambos na RTP Memória.
Nos anos de 2017, 2018 e 2019 é nomeado presidente do júri do Festival RTP da Canção 2017, Festival RTP da Canção 2018 e Festival RTP da Canção 2019.

## Televisão
São vários os programas em que participou (como autor, apresentador, realizador ou produtor) que marcaram a televisão portuguesa:

### RTP
- Programa Juvenil e Programa Infantil (1960-1966)
- O Fungagá da Bicharada (1974-1976)
- Arte e Manhas (1977-1978)
- O Passeio dos Alegres (1980-1982)
- Festa É Festa (1982-1983)
- A Festa Continua (1983-1984)
- Arroz Doce (1985-1985)
- Clube Amigos Disney (1986-1989)
- Oito e Oitenta (1990)
- Regresso ao Passado (1990-1991)
- E.T. - Entretenimento Total (1991-1992)
- Antenas no Ar (1997)
- Jardim das Estrelas (1997-2000)
- Amigo Público (1998-1999)
- A Outra Face da Lua (2000)
- Agora é que são Elas (2000)
- Entrada Livre (2001)
- Estúdio 5 (2002)
- O Passeio dos Alegres - 20 Anos (2002)
- Tributo a...' (2003)
- Portugal no Coração (2006-2007)
- Quarto Crescente (2008-2009)
- Inesquecível (2010-)
- Verão Total (2014)
- Agora Nós (2015) (2 emissões como apresentador substituto)
- Traz P'ra Frente (2015-presente)
- Festival RTP da Canção 2017 (2017) (como presidente do júri)
- Festival RTP da Canção 2018 (2018) (como presidente do júri)
- Festival RTP da Canção 2019 (2019) (como presidente do júri)
- Retratos de Abril (2019) (apresentador ao lado de Sílvia Alberto

Apresentou ainda eventos especiais, como a Gala dos 50 anos da ONU, o espetáculo do 30.º Aniversário da RTP1, a inauguração da RTP África e RTP Internacional, a Gala FIFA (1997) e o Especial Natal: Missão Continente emitido dia 13 de dezembro de 2015.

### TVI
- Sons do Sol (1993-1994)
- Marchas Populares de Lisboa (1994)
- Clips & Spots (1994)
- Domingo Gordo (1994)
- Mil e Uma Tardes (1994)
- Luzes da Ribalta (1994-1995)
- Dar que Falar (1995-1996)
- Olhó Popular (1996-1997)

## Rádio
Trabalhou no Rádio Clube Português (RCP) entre 1968 e 1975. Na Rádio Comercial foi autor e apresentador de programas de sucesso como "CDC - Clube das Donas de Casa", "Grafonola Ideal" e "Febre de Sábado de Manhã".
No programa "Grafonola Ideal" começaram a fazer emissões no exterior. Passou depois para um programa ao vivo onde eram divulgadas e estreadas novas bandas. O programa "Febre de Sábado de Manhã" durou de 1981 até 1985. O primeiro espetáculo foi no "Noite e Dia", onde fizeram um concurso de noivos. Depois passou para o "Nimas".
Colaborou recentemente com a Antena 1, onde teve uma rubrica diária e que depois passou a programa semanal A Ilha dos Tesouros, onde passava músicas do tempo do vinil.
Atualmente apresenta ao lado de Paulino Coelho o programa Hotel California na Rádio Renascença 

## Escrita
A sua atividade estendeu-se também à imprensa escrita, à publicidade e à música (autor de poemas para canções com 3 álbuns editados).
O "Tio Julião e os seus sobrinhos" são as personagens centrais de várias histórias publicadas no extinto jornal Horas. Em "É Tudo Primos e Primas", o autor reuniu as suas histórias prediletas, o que permite "conhecer uma família muito especial, onde reina a solidariedade, a amizade e a brincadeira. Os primos e primas são a Mariana, a Francisca, o Lourenço, o Max e o Xavier, heróis de histórias comuns a todas as crianças e à maioria das famílias".
"São histórias simples, que descrevem situações comuns a todas as crianças e à maioria das famílias e que se baseiam na observação que o autor faz de certos ditos e feitos de alguns adultos e de certos gestos dos mais pequenos que tantas vezes são um bom exemplo para os mais crescidos".
Livros infantis publicados:
- Histórias do Tio Julião (D. Quixote, 1989)
- Juliana das Farturas (D. Quixote, 1990)
- É Tudo Primos e Primas (Edições Asa, 2004)
- Ideias Giras  (Edições Asa, 2005)
- O Planeta de Cristal  (Edições Asa, 2006)
- 100 Histórias para Contar e Sonhar  (Edições Asa, 2006)
- A Nossa Televisão (Desde os Avós até Nós!) (Asa, 2007)
- O Palácio da Animação (Asa, 2008) ilustração Inês do Carmo
- A Nova Arca de Noé (Asa, 2009) ilustração Inês do Carmo
- 50 Anos! 50 velas! (Asa, 2010) ilustração Inês do Carmo

Não se dedica apenas aos livros infantis. "Conto Final Parágrafo" é uma espécie de biografia do seu tempo.
- O Programa Segue Dentro de Momentos (Autobiografia, Marcador, 2016)

## Homenagens
Em 16 de janeiro de 2020, Júlio Isidro foi galardoado com a Medalha de Mérito Cultural da República Portuguesa.
Em 23 de novembro de 2020 foi condecorado pelo Presidente da República, Marcelo Rebelo de Sousa, com a Grã-Cruz da Ordem do Mérito.

## Comentários
«Quando proponho um programa proponho tudo: descrevo ao pormenor como ele deve ser feito. Sabe, há por aí uma grande confusão: uma ideia não é programa. Um programa é uma ideia construída tecnicamente. Faço sempre um guião, descrevo como deve ser o cenário, a iluminação, o som, o grafismo, o tipo de edição, por aí, está a ver? O apresentador de televisão é apenas a ponta de um iceberg.» JI/Revista Autores
«Vi a RTP a fazer contratos de dois anos e mais com pessoas que ainda hoje não se sabe por que porta entraram - só se conhece a porta por que saíram. Mas ainda não perdi a esperança - afinal o Fernando Pessa só fez um contrato com a RTP aos 72 anos. Só nessa altura entrou para os quadros da velha senhora…»  JI/Revista Autores
Apesar de ser um nome que identificamos de imediato com a RTP, Júlio Isidro nunca fez parte dos quadros da empresa.
«Tenho vivido estes 45 anos com o horizonte das 13 semanas… Porque as séries de televisão duram normalmente 13 semanas. A partir da nona semana já estou à espera que me renovem o programa por mais 13 … Ou que me aprovem um novo. Claro que isso origina uma certa ansiedade, mas não me queixo. Não me tenho saído mal.» JI/Revista Autores